# Bouza
Bouza – miasto w południowo-zachodnim Nigrze, w Regionie Tahoua. Według danych na rok 2012 liczyło 10 368 mieszkańców.